# Schloss Mihowa

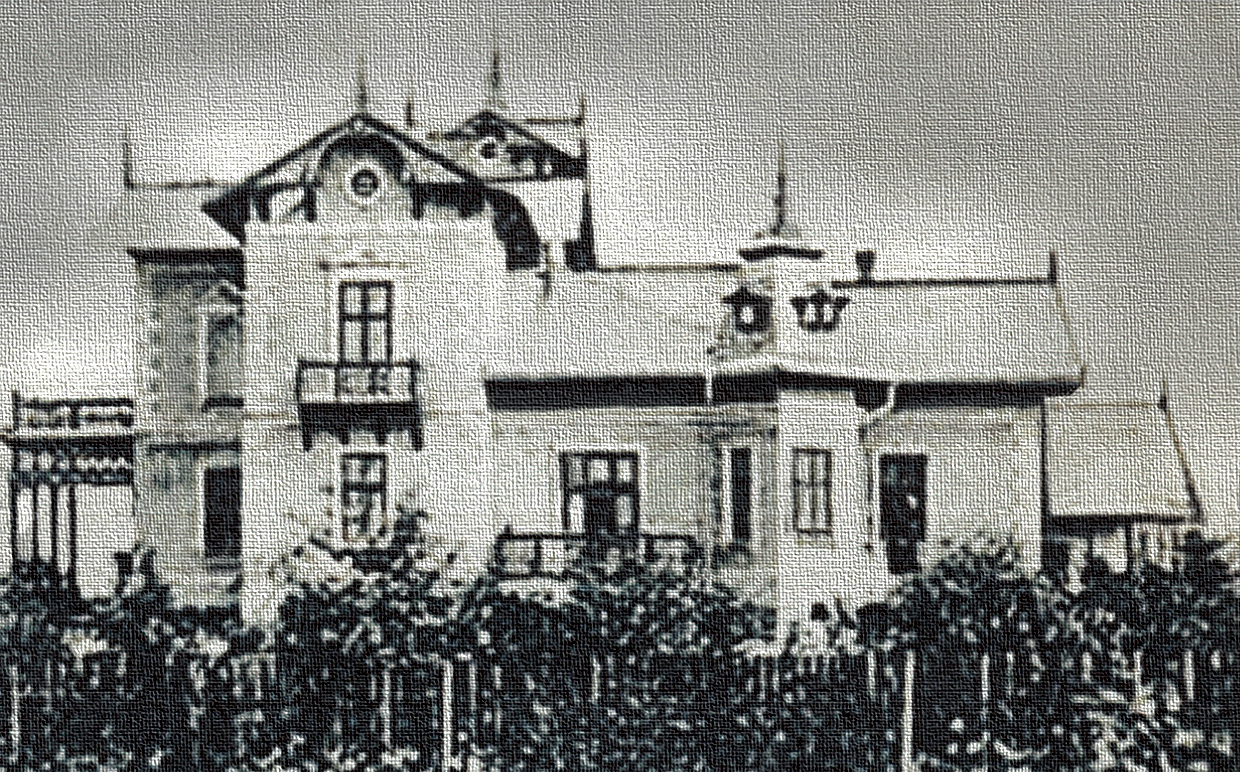
Schloss Mihowa (Seitenansicht) um 1900

Schloss Mihowa (rumänisch Castelul Mihova) befand sich im Kronland Bukowina beim Dorf Mihowa, nahe Berehomet. Das Schloss wurde 1917 während des Ersten Weltkrieges von der Russischen Armee zerstört.

## Geschichte
Das Schloss wurde im 19. Jahrhundert erbaut, wahrscheinlich im Auftrag des Jordaki Freiherrn Wassilko von Serecki. Es gehörte zum Fideikommissbesitz der Familie Wassilko von Serecki. Katharina, geborene von Flondor, bewohnte das Gebäude nach dem Tod ihres Gatten Alexander im Jahr 1893. Jener hatte es ihr testamentarisch als Wohnsitz vererbt.
Während des Ersten Weltkrieges wurde das Schloss im August 1917 von der sich auf dem Rückzug befindenden russischen Armee zerstört.